# Gnorm Gnat
A Gnorm Gnat (nem hivatalos fordításban: Gnorm, a szúnyog) amerikai képregény, melyet Jim Davis készített. A képregény szereplői rovarok, közülük a leghíresebb a szúnyog főszereplő, Gnorm. A képregény az 1970-es években jelent meg az indianai The Pendleton Times-ban Pendletonban, de nem tartották sikeresnek, ezért befejezték. Jim Davis a képregény vége után alkotta meg legismertebb munkáját, Garfieldet.

## Története
Jim Davis akkor alkotta meg a Gnorm Gnatot, amikor a népszerű Tumbleweeds képsoroknál dolgozott. Davis meglátta a poénokat a rovar karakterekben, és a Gnorm Gnat megjelent a Pendleton Times-ban, ami elfogadta a képregényt. Davis próbálkozott több sajtóügynökségnél, hogy több helyen is megjelenjen a képregény, de mindenhol elutasították.
Egy képregényrajzoló azt mondta Davisnek a képregényről: "A rajzai és a szövegei jók, de ki szereti a bogarakat?". Jim megfogadta ezt a tanácsot, és az utolsó képsorban a főhős bogarat, Gnormot egy láb eltapossa, ezzel befejezve a képregény történetét. Ezután egy új képregénybe kezdett, de a Gnorm Gnattal ellentétben a Garfield nagy sikerre tett szert.
Később néhány Gnorm Gnat képsor megjelent a Garfieldhoz készült jubileumi könyvekben.

## Szereplők
Jim Davis leírja a karaktereket a Garfield – Az első 20 év című jubileumi könyvben
- Gnorm, a szúnyog – A sorozat főszereplő karaktere, egy szúnyog. Gnorm célja, hogy bemutasson egy egyszerű, humoros stílust.
- Lyman – Egy kalapos bogár, egyesek szerint őrült. Davis később róla nevezte el a Garfieldból Ubul gazdáját.
- Freddy – Egy gyümölcslégy, akinek már csak két hete van hátra.
- Dr. Rosenwurm – Egy nagyon intelligens féreg.
- Cecil Slug – Egy ostoba meztelencsiga
- Drac Webb – Egy gazember, aki felfal más szereplőket.

## Fordítás
Ez a szócikk részben vagy egészben  a   Gnorm Gnat című angol Wikipédia-szócikk fordításán alapul.  Az eredeti cikk szerkesztőit annak laptörténete sorolja fel. Ez a jelzés csupán a megfogalmazás eredetét és a szerzői jogokat jelzi, nem szolgál a cikkben szereplő információk forrásmegjelöléseként.